# لويك نيستور
لويك نيستور (بالفرنسية: Loïc Nestor)‏ هو لاعب كرة قدم فرنسي في مركز الدفاع، ولد في 20 مايو 1989 في هاغويناو في فرنسا. شارك مع منتخب فرنسا تحت 20 سنة لكرة القدم ومنتخب فرنسا تحت 21 سنة لكرة القدم ومنتخب جزر غوادلوب لكرة القدم. أما مع النوادي، فقد لعب مع نادي شاتورو ونادي فالينسيان ونادي لوهافر.

## وصلات خارجية
- لويك نيستور على موقع رابطة كرة القدم الفرنسية للمحترفين (الإنجليزية)
- لويك نيستور على موقع إي إس بي إن إف سي (الإنجليزية)
- لويك نيستور على موقع قاعدة بيانات كرة القدم.إي يو (الإنجليزية)
- لويك نيستور على موقع ناشيونال فوتبول تيمز (الإنجليزية)
- لويك نيستور على موقع Soccerway.com (الإنجليزية)